# Eucalyptus balanites
Eucalyptus balanites là một loài thực vật có hoa trong Họ Đào kim nương. Loài này được Grayling & Brooker mô tả khoa học đầu tiên năm 1992.